# Plebejus montanus
Plebejus montanus är en fjärilsart som beskrevs av Gunder 1929. Plebejus montanus ingår i släktet Plebejus och familjen juvelvingar. Inga underarter finns listade i Catalogue of Life.